# Heike Zimmermann-Timm

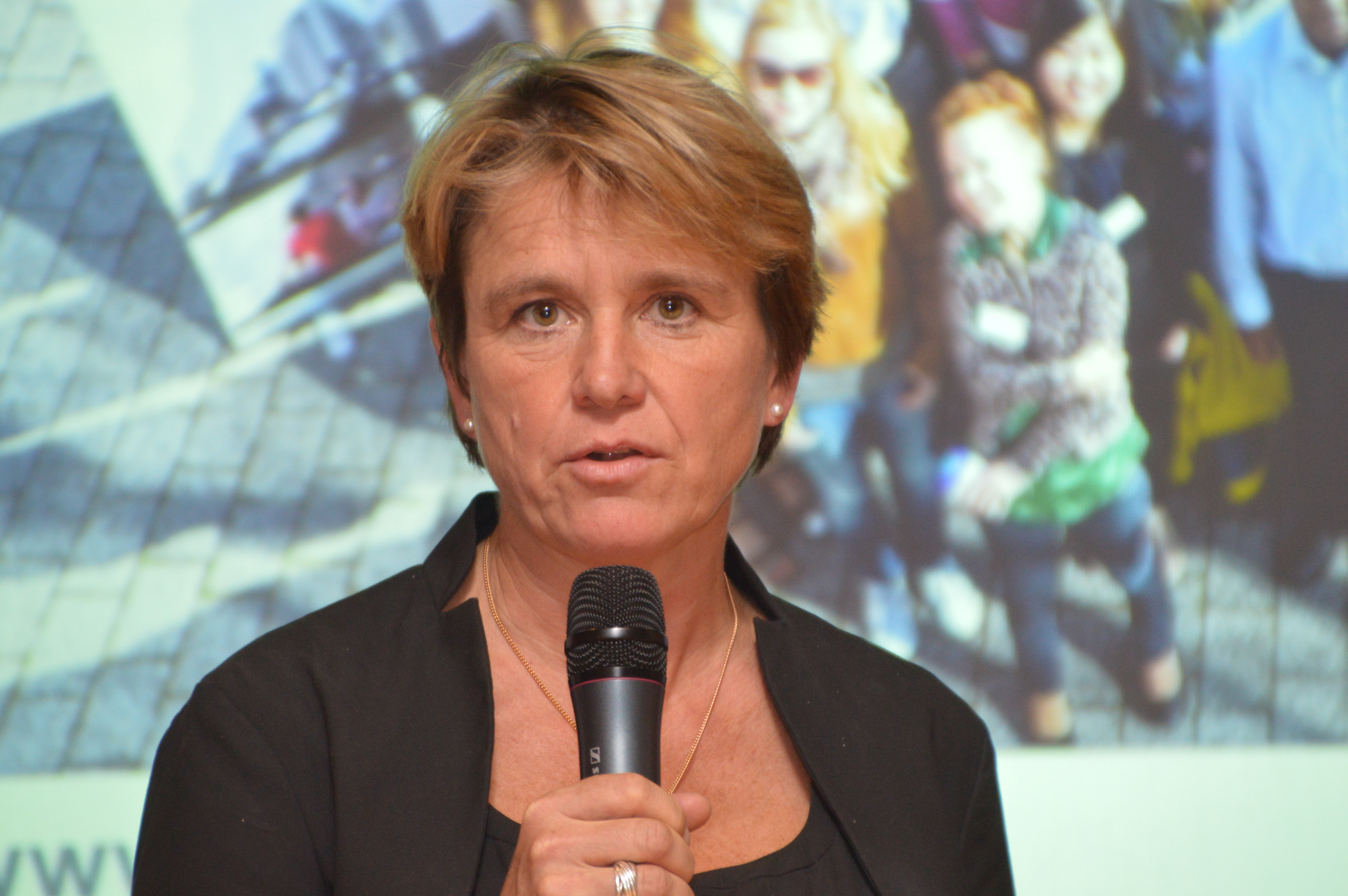
Heike Zimmermann-Timm

Heike Zimmermann-Timm (* 11. August 1964 in Leverkusen) ist eine deutsche Biologin.

## Leben und Leistungen
Heike Zimmermann-Timm studierte von 1984 bis 1989 Biologie an der Universität Innsbruck (Österreich), wo sie ihre Diplomarbeit mit dem Thema Spätwinter- bis Frühsommersituation von Phyto- und Zooplankton im Piburger See (Tirol, Österreich) unter der Leitung von Roland Pechlaner erstellte.
Anschließend forschte sie am Institut für Hydrobiologie und Fischereiwissenschaft an der Universität Hamburg in der Arbeitsgruppe von Hartmut Kausch. Dort promovierte sie 1994 mit dem Thema Untersuchungen zur Bedeutung der Ciliaten im mikrobiellen Nahrungsnetz des Belauer Sees. Die Arbeit entstand im Rahmen des vom BMBF finanzierten Projektes Ökosystemforschung im Bereich der Bornhöveder Seenkette.
Die Habilitation erfolgte im Jahr 2000 an der Universität Hamburg mit dem Thema Bedeutung der Aggregate im aquatischen Nahrungsgewebe unter der Leitung des Meeresforschers Hjalmar Thiel (Alfred-Wegener-Institut für Meeresforschung Bremerhaven und Universität Hamburg). Zimmermann-Timm erhielt in Hamburg die venia legendi für das Fach Hydrobiologie und Fischereiwissenschaft und später an der Friedrich-Schiller-Universität in Jena für das Fach Ökologie. An der Friedrich-Schiller-Universität Jena war sie von 1999 bis 2002 am Institut für Ökologie als Leiterin der Arbeitsgruppe Limnologie tätig.
Im Jahre 2002 wechselte Zimmermann-Timm als wissenschaftliche Koordinatorin an das Potsdam-Institut für Klimafolgenforschung e.V. (PIK) in Potsdam, wo sie für die internationale Forschungsagenda, den Aufbau nationaler und internationaler Forschungsnetzwerke, die Beschaffung und Betreuung von Drittmitteln und die Repräsentation des Institutes verantwortlich war. Ein Erfolg war das Zusammenführen der Abteilungen in interdisziplinäre Forschungsfelder, mit dem Ziel Lösungen für die globalen Probleme der Zeit zu erarbeiten. Aus diesem Prozess heraus entwickelte sich das PIK als Wegbereiter der Energiewende. Sie ist auch heute noch Gastforscherin am Potsdam-Institut für Klimafolgenforschung.
Im Jahr 2009 wurde Zimmermann-Timm als Geschäftsführerin der Graduiertenschule Goethe Graduate Academy (GRADE) an die Goethe-Universität in Frankfurt am Main berufen, deren Aufbau sie durchführte. Sie setzt sich für eine Form der strukturierten Doktorandenausbildung ein, die Professoren entlastet und die Promovierenden auf ihrem Karriereweg unterstützt, ohne die Freiheit der Promovierenden zu beschneiden und diese in eine Unmündigkeit zu führen. Sie war bis März 2016 Geschäftsführerin der universitätsweiten Graduiertenakademie, GRADE, der Goethe-Universität. Seit 2016 ist sie als Coachin und Wissenschaftsmanagerin tätig.
Zimmermann-Timm ist seit dem Jahr 2001 als Privatdozentin tätig, lehrt und forscht im Fachbereich Biowissenschaften der Goethe-Universität und hat das interdisziplinäre Doktorandenprogramm GRADE Sustain aufgebaut.
Seit 2024 ist Zimmermann-Timm Professorin für Klimaschutz und Nachhaltigkeit an der SRH University of Applied Sciences.
Ihr Arbeitsschwerpunkt ist die Bedeutung von mikrobiellen Nahrungsgewebe in Stehgewässern, Flüssen, Ästuaren und im marinen Lebensraum.

## Mitgliedschaften und Auszeichnungen
Zimmermann-Timm ist seit 2012 im Wissenschaftlichen Beirat des UfU e.V. in Berlin und seit 2015 im Wissenschaftlichen Beirat der Ingrid Solms zu Wildenfels – Stiftung tätig. 2016 wurde sie von Anton Zeilinger in das Earth System Sciences Advisory Board der Österreichischen Akademie der Wissenschaften berufen. 2022 wurde Zimmermann-Timm zur Sprecherin des Earth System Sciences Advisory Board ernannt. Heike Zimmermann-Timm ist Gründungsbeiratsmitglied des Vereins CEOs for Future und setzt sich für die Förderung und Beschleunigung einer nachhaltigen Transformation von Wirtschaft und Gesellschaft ein.
Zimmermann-Timm wurde 2015 in den ZONTA Club Bad Soden – Kronberg berufen, wo sie sich für die Förderung des Karrierewegs von Frauen national und international einsetzt.
Sie ist Sprecherin der Arbeitsgruppe Qualitätssicherung und Evaluation sowie Evaluation von Graduierteneinrichtungen bei UniWiND.
Zimmermann-Timm ist im Advisory Board der wissenschaftlichen Zeitschrift Limnologica tätig. Heike Zimmermann-Timm wird von verschiedenen Wissenschaftsorganisationen als Gutachterin eingesetzt.
Besonderes Augenmerk legt Zimmermann-Timm auf die Ausbildung der Promovierenden zum Global PhD. Sie ist Mitbegründerin des Frankfurt / Rhein-Main-Netzwerks, das Wissenschaft, Wirtschaft und Gesellschaft zusammenfügt. Im Rahmen dieser Tätigkeit entstand das Konzept für die Climate KIC PhD Summerschool, die 2015 mit dem „Werkstatt N-Preis“ vom Nachhaltigkeitsrat der Bundesregierung ausgezeichnet wurde. Mit der Entwicklung des eLearning Tools zur "Guten Wissenschaftlichen Praxis in der Promotion" schaffte sie ein deutschlandweit einzigartiges Instrument. Für das Tool wurde GRADE im Jahr 2015 mit dem Comenius EduMedia Preis und dem International E-learning Award ausgezeichnet. 2016 wurde auch das eLearning Tool „Studieren und dann promovieren“ mit dem „Comenius EduMedia Preis“ ausgezeichnet.

## Schriften

### Wissenschaftsmanagement
- „Bist du glücklich“ – Zusammenfassung der universitätsweiten Umfrage zur Promotion an der Goethe-Universität. Hrsg. Heike Zimmermann-Timm, Eigenverlag im Januar 2014.[14][15]
- Erfolgreich promovieren mit GRADE. Führungspersönlichkeiten für Wissenschaft und Wirtschaft. Hrsg. Heike Zimmermann-Timm, Duz Special im April 2014.[16]
- Sicher zum Doktortitel. Hrsg. Heike Zimmermann-Timm, DUZ Special im August 2015[17]
- Hinaus ins Leben. Neue Studie der ESF zeigt Karrierewege von Hochschulabsolventen auf. Heike Zimmermann-Timm, UniReport 2, 7. April 2016, S. 6.[18]
- Good Academic Practice During Doctoral Studies An E-Learning Course for Early Career Researchers at the Goethe University, Frankfurt (Germany). A. M. Weigand, Heike Zimmermann-Timm (2016), International Journal of Advanced Corporate Learning (iJAC) 9(1):51-52, doi:10.3991/ijac.v9i1.5271
- Ein Regelwerk allein reicht nicht. Das Wissen um die "Gute Wissenschaftliche Praxis in der Promotion" in den Forschungsalltag integrieren. H. Zimmermann-Timm & A.M. Weigand (2016): Forschung & Lehre 5, 308-309.
- Heike Zimmermann-Timm, Antje Wegner, Alexander Weigand & Jan Zierlein. Re-Intellektualisierung durch Digitalisierung? Der Einsatz von eLearning Tools in der Promovierendenausbildung. In: Barbara Dauner-Lieb & An-Marie Kaulbach (Hrsg.): ELearning im Jurastudium. Spielerei oder Chance zu Reintellektualisierung. Zeitschrift für Didaktik der Rechtswissenschaft, Sonderband 1, 2018, 62-71.

### Biowissenschaften

#### Publikationen in Zeitschriften
- Heike Zimmermann: Interactions between proto- and metazooplankton after the phytoplankton spring bloom in a eutrophic lake (Belauer See, Bornhöveder Seenkette). In: Acta Protozoologica. Band 35, 1996, S. 215–221
- Heike Zimmermann und Hartmut Kausch: Microaggregates: Structure and Colonization in the Elbe-Estuary during spring. In: Archive of Hydrobiology / Spec. Issues Advanc. Limnol. Band 48, 1996, S. 85–92
- Heike Zimmermann: The diversity of the microbial community in the Elbe Estuary. In: Aquatic Microbial Ecology. Band 13, Nr. 1, 1997, S. 37–46
- Klaus Jürgens, Hartmut Arndt und Heike Zimmermann: Impact of metazoan and protozoan grazers on bacterial biomass distribution in microcosm experiments. In: Aquatic Microbial Ecology. Band 12, 1997, S. 131–138
- Heike Zimmermann-Timm, Henry Holst und Stefan Müller: Seasonal dynamics of aggregates and their typical biocoenosis in the Elbe Estuary. In: Estuaries. Band 21, Nr. 4, 1998, S. 613–621
- Henry Holst, Heike Zimmermann, Hartmut Kausch und Walter Koste: Seasonal dynamics of planktonic rotifers in the Elbe estuary during spring. In: Estuarine, Coastal and Shelf Science. Band 47, 1998, S. 261–273
- Ute Wörner und Heike Zimmermann-Timm: Beggiatoa leptomitiformis – a filamentous sulfur oxidizing bacterium on aggregates in the Elbe Estuary. In: Limnologica. Band 30, Nr. 2, 2000, S. 215–221.
- Heike Zimmermann-Timm und Susanne Barkmann: Feeding behaviour of two planktonic freshwater ciliates coexisting during spring time in a eutrophic lake (Belauer See, Bornhöveder Seenkette). In: Limnologica. Band 30, Nr. 2, 2000, S. 222–230.
- Ute Wörner, Heike Zimmermann-Timm und Hartmut Kausch: Succession of protists on estuarine agregates. In: Microbial Ecology. Band 40, 2000, S. 209–222.
- Helle Ploug, Heike Zimmermann-Timm und Bernd Schweitzer: Microbial communities and respiration rates on micro-aggregates: Their quantitative significance on carbon turnover in the Elbe estuary, Germany. In: Aquatic Microbial Ecology. Band 27, 2002, S. 241–248.
- Heike Zimmermann-Timm: Characterization, dynamics and importance of aggregates in running waters. In: International Review of Hydrobiology. Band 87, Nr. 2–3, 2002, S. 197–240.
- Henry Holst, Heike Zimmermann-Timm und Hartmut Kausch: Longitudinal and transversal distribution of planktonic organisms in the potamal of the river Elbe during summer. In: International Review of Hydrobiology. Band 87, Nr. 2–3, 2002, S. 267–280.
- Ute Wörner, Heike Zimmermann-Timm und Hartmut Kausch: Aggregate-associated bacteria and heterotrophic flagellates in the River Elbe – their relative significance along the longitudinal profile according to different points of reference. In: International Review of Hydrobiology. Band 87, Nr. 2–3, 2002, S. 255–266.
- Heike Zimmermann-Timm, Marcus Hoberg, Stefan Müller und Henry Holst: The influence of channel topography on estuarine aggregates: seasonal changes in occurence, characteristics and colonization in the Elbe Estuary. In: Archive of Hydrobiology, Large Rivers. Band 13, Nr. 3–4, 2002, S. 263–283.
- Falko Wagner, Heike Zimmermann-Timm und Wilfried Schönborn: The Bottom Sampler - a new technique for sampling bed sediments in streams and shallow lakes. In: Hydrobiologia. Band 505, 2003, S. 73–76.
- Bernard Karrasch, Sören Ullrich, Maren Mertens und Heike Zimmermann-Timm: Free and particle associated microbial activity in the tidal influenced Elbe River, Germany. In: Acta Hydrochemica. Band 31, Nr. 4–5, 2003, S. 297–306.
- Rolf Koppelmann, Heike Zimmermann-Timm und Horst Weikert: A comparison of bacterial and mesozooplankton abundance and biomass in the deep-sea of the NW Indian Ocean. In: Deep Sea Research. Band I 52, 2005, S. 2184–2192.
- Heike Zimmermann-Timm und Alois Herzig: Ciliates and Flagellates in Saline Pans salinity. In: Proceedings International Association of Theoretical and Applied Limnology. Band 29, 2006, S. 1940–1946.
- Heike Zimmermann-Timm, Henry Holst und Hartmut Kausch: Dynamics of Rotifers in a Large Lowland River, the Elbe, Germany – How important are retentive shoreline habitats for the plankton community? In: Hydrobiologia. 2007, doi:10.1007/s10750-007-9046-9.
- Fanny Langerwisch, Stefanie Jachner, Ben Poulter, Heike Zimmermann-Timm und Wolfgang Cramer: Assessing Carbon Dynamics in Amazonia with the Dynamic Global Vegetation Model LPJmL – Discharge Evaluation. In: Proceedings International Association of Theoretical and Applied Limnology. Band 20, Nr. 3, 2008, S. 455–458.
- S. S. S. Sarma, Heike Zimmermann-Timm, S. Nandini, N. T. Chellappa: Limnoecology in Latin America. Preface.Limnologica. Band 39, 2009, S. 263.
- Norbert Walz, Rita Adrian, John Gilbert, Michael T. Monaghan, Guntram Weithoff und Heike Zimmermann-Timm: Preface. Hydrobiologia. Band 1–4, 2011.

#### Buchbeiträge in deutscher und englischer Sprache
- Heike Zimmermann-Timm: Ästuare. In: W. von Tümpling und G. Friedrich: Methoden der biologischen Gewässeruntersuchung. Gustav-Fischer-Verlag, 1999, S. 482–534.
- Heike Zimmermann-Timm: Bakterioplankton. In: W. von Tümpling und G. Friedrich: Methoden der biologischen Gewässeruntersuchung. Gustav-Fischer-Verlag, 1999, S. 97–110.
- Heike Zimmermann-Timm: Grazing von Proto- und Metazooplankton. In: W. von Tümpling und G. Friedrich: Methoden der biologischen Gewässeruntersuchung. Gustav-Fischer-Verlag, 1999, S. 119–133.
- Heike Zimmermann-Timm: Tripton. In: W. von Tümpling und G. Friedrich: Methoden der biologischen Gewässeruntersuchung. Gustav-Fischer-Verlag, 1999, S. 26–34.
- Heike Zimmermann-Timm: Zooplankton-Protozooplankton. In: W. von Tümpling und G. Friedrich: Methoden der biologischen Gewässeruntersuchung. Gustav-Fischer-Verlag, 1999, S. 76–97.
- Heike Zimmermann-Timm: Characterization, dynamics and importance of aggregates in running waters. In: International Review of Hydrobiology. Band 87, Nr. 2–3, 2003, S. 197–240.
- T. M. Lenton, K. G. Caldeira, S. A. Franck, G. Horneck, A. Jolly, E. Rabbow, H.-J. Schellnhuber, E. Száthmary, F. Westall, G. A. Zavarzin, H. Zimmermann-Timm: Long-term Geosphere-Biosphere Coevolution and Astrobiology. In: Hans Joachim Schellnhuber, Paul J. Crutzen, William C. Clark, Martin Claussen und Hermann Held: Earth System Analysis for Sustainability, Dahlem Workshop Reports. 2004, S. 111–139.
- Heike Zimmermann-Timm: Versalzung von Gewässern. In: J.-L. Lozan, F. Colijn, H. Graßl, P. Hupfer, L. Menzel, P. Wilderer, C.-D. Schönwiese: Warnsignal Wasser. Parey Verlag, 2005, S. 122–125.
- Klaus Follner, Ralf Baufeld, Hans Jürgen Böhmer, Klaus Henle, Volker Hüsing, Meike Kleinwächter, Thomas Rickfelder, Matthias Scholten, Sabine Stab, Christine Vogel und Heike Zimmermann-Timm: Ausgewählte methodische Ansätze. In: M. Scholz, S. Stab, F. Dziock und K. Henle (Hrsgs.): Lebensräume der Elbe und ihre Auen. Weißensee Verlag Ökologie, 2005, S. 73–76.
- Matthias Scholten, Matthias Brunke, Henry Holst, Sandra Kröwer, Ute Wörner und Heike Zimmermann-Timm: Lebensräume der Stromlandschaft Elbe. In: M. Scholz, S. Stab, F. Dziock und K. Henle (Hrsgs.): Lebensräume der Elbe und ihre Auen. Weißensee Verlag Ökologie, 2005, S. 103–138.
- Heike Zimmermann-Timm: Prozesse und Biozönosen im Pelagial des Hauptstromes. In: M. Pusch und H. Fischer (Hrsg.): Stoffdynamik und Habitatstruktur in der Elbe. Weißensee Verlag Ökologie, 2006, S. 31–32.
- Ute Wörner und Heike Zimmermann-Timm: Planktische Bakterien und Einzeller. In: M. Pusch und H. Fischer (Hrsg.): Stoffdynamik und Habitatstruktur in der Elbe. Weißensee Verlag Ökologie, 2006, S. 65–71.
- Ute Wörner und Heike Zimmermann-Timm: Plankton und benthische Besiedlung in Buhnenfeldern. Aggregate in Buhnenfeldern. In: M. Pusch und H. Fischer (Hrsg.): Stoffdynamik und Habitatstruktur in der Elbe Weißensee Verlag Ökologie, 2006, S. 144–146.
- Heike Zimmermann-Timm und Fritz Schiemer: Klimawandel – Funktionalität der Fließgewässer in Gefahr. In: J. L. Lozán u. a. (Hrsg.): Warnsignal Klima – Gesundheitsrisiken: Mögliche Auswirkungen für Menschen, Tiere und Pflanzen. Parey Verlag, 2007, S. 296–298.
- Heike Zimmermann-Timm: Versalzung von Gewässern. In: J.-L. Lozan, F. Colijn, H. Graßl, P. Hupfer, L. Menzel, P. Wilderer, C.-D. Schönwiese: Warnsignal Wasser. 2. Auflage, Parey Verlag, 2011, S. 122–125.
- Heike Zimmermann-Timm: Gesellschaftliche Wahrnehmung von Biodiversität und Klimawandel – Gewässerwirtschaft. In: V. Mosbrugger, G. Brasseur, M. Schaller und B. Stribny: Weißbuch Biodiversität und Klimawandel. 2012, S. 382–387.
- Heike Zimmermann-Timm, Meghnath Dhimal & Kirsten Zickfeld: Hochwasserereignisse in Monsungebieten. In: José L. Lozan, Siegmar-W. Breckle, Hartmut Graßl, Dieter Kasang, Ralf Weisse (Hrsg.): Warnsignal Klima-, Extremereignisse. Wissenschaftliche Auswertungen in Kooperation mit GEO, 2018, 187-192.
- Heike Zimmermann-Timm, Oliver Ike, Calianno Martin, Simone Persiano & Primož Pipan: Local Water Use: Water Supply, Agriculture, Tourism. In: Füreder L., R. Weingartner, K. Heinrich, V. Braun, G. Köck, K. Lanz, T. Scheurer (Hrsg.), Alpine Water – Common Good Or Source Of Conflicts? Proceedings of the ForumAlpinum 2018 and the 7th Water Conference, 4.–6. June 2018, Breitenwang (Tyrol). Austrian Academy of Sciences Press, 2018, 48-51, ISBN 978-3-7001-8353-2. doi:10.1553/forumalpinum2018.
- Heike Zimmermann-Timm, Katrin Teubner: Stadt und Land, Gewässer im Wandel: In: J.-L. Lozan, S.-W. Breckle, H. Graßl, W. Kuttler, A. Matzarakis (Hrsg.). Warnsignal Klima: Die Städte, Wissenschaftliche Auswertungen in Kooperation mit GEO, 2019,174-181.
- Heike Zimmermann-Timm: Mehr Bildung für einen besseren Klimaschutz: In: J.-L. Lozan, S.-W. Breckle, H. Graßl, W. Kuttler, A. Matzarakis (Hrsg.). Warnsignal Klima: Die Städte, Wissenschaftliche Auswertungen in Kooperation mit GEO, 2019, 293-299.
- Heike Zimmermann-Timm, Deep Narayan Shah, Ram Devi Tachamo Shah: Hochgebirgsgewässer im Wandel: In: J.-L. Lozan, S.-W. Breckle, H. Escher-Vetter, H. Graßl, D. Kasang, F. Paul, U. Schickhoff (Hrsg.). Warnsignal Klima: Hochgebirge im Wandel, Wissenschaftliche Auswertungen in Kooperation mit GEO, 2020, 187-193
- Heike Zimmermann-Timm, Katrin Teubner: Folgen der Grundwasserabsenkung am Beispiel des Neusiedler See Seewinkel (Burgenland, Österreich): In: J.-L. Lozan, S.-W. Breckle, H. Escher-Vetter, H. Graßl, D. Kasang (Hrsg.). Warnsignal Klima: Boden und Landnutzung, Wissenschaftliche Auswertungen in Kooperation mit GEO, 2021, 142-149.
- Heike Zimmermann-Timm & Katrin Teubner (2024): Unsere Seen schrumpfen.- In: J.-L. Lozan, H. Graßl, D. Kasang, M. Quante & J. Sillmann (Hrsg.). Warnsignal Klima: Herausforderung Wetterextreme – Ursachen, Auswirkungen & Handlungsoptionen, Wissenschaftliche Auswertungen in Kooperation mit GEO. S. 180–187.
- Karl Kienzl, Mirjana Čović, Martin H. Gerzabek, Stefan Güldenberg, Lukas Kienzl, Nebojsa Nakicenovic, Rainer Peraus, Michaela Reitterer, Margit Schratzenstaller & Heike Zimmermann-Timm (2024): Wie gelingt die Transformation von Wirtschaft und Gesellschaft? In: J.-L. Lozan, H. Graßl, D. Kasang, M. Quante & J. Sillmann (Hrsg.). Warnsignal Klima: Herausforderung Wetterextreme – Ursachen, Auswirkungen & Handlungsoptionen, Wissenschaftliche Auswertungen in Kooperation mit GEO. S. 337–344.

#### Herausgabe von (Lehr-)Büchern und Gasteditor von Zeitschriften
- Jeanette Cornelie Riedel-Lorjé, Sabine Agatha, Ute Ehrhorn, Henry Holst, Britta Köpcke, Hans-Joachim Krieg, Heike Zimmermann: Kleinlebewesen der Tideelbe. Berichte der ARGE-Elbe, 1998
- Heike Zimmermann-Timm und Reiner Eckmann (Gasteditoren): Interaktionen im Plankton und Benthos stehender und fließender Gewässer. Limnologica, 2000
- S. S. S. Sarma, S. Nandini, N. T. Chellappa und Heike Zimmermann-Timm (Gasteditoren): Limnoecology in Latin America. Limnologica, 2009
- Norbert Walz, Rita Adrian, John Gilbert, Michael T. Monaghan, Guntram Weithoff und Heike Zimmermann-Timm (Gasteditoren): Rotifera. Hydrobiologia, 2011